# Cylindromyia hamata
Cylindromyia hamata är en tvåvingeart som beskrevs av Cantrell 1984. Cylindromyia hamata ingår i släktet Cylindromyia och familjen parasitflugor. Inga underarter finns listade i Catalogue of Life.